# Мукогаока-Юэн
Станция Мукогаока-Юэн (яп. 向ヶ丘遊園駅 муко:гаока Ю:эн эки) — железнодорожная станция на линии Одавара, расположенная в городе Кавасаки, префектуры Канагава.

## Окрестности станции
- Нихон Минкаэн
- Университет Сэнсю
- Музей Искусств Окамото Таро
- Муниципалитет района Тама(Кавасаки)

### Планировка станции
2 платформы островного типа и 4 пути.
| 1 | ■ Линия Одавара | Син-Юригаока, Сагами-Оно, Хон-Ацуги, Одавара |
| 2 | ■ Линия Одавара | Син-Юригаока, Сагами-Оно, Хон-Ацуги, Одавара |
| 3 | ■ Линия Одавара | Кёдо, Симо-Китадзава, Ёёги-Уэхара,Синдзюку   |
| 4 | ■ Линия Одавара | Кёдо, Симо-Китадзава, Ёёги-Уэхара, Синдзюку  |

## Близлежащие станции
| «             |               | Линия                                                       |               | »             |
| Линия Одавара | Линия Одавара | Линия Одавара                                               | Линия Одавара | Линия Одавара |
| ------------- | ------------- | ----------------------------------------------------------- | ------------- | ------------- |
| Синдзюку      |               | Limited Express (特急)(некоторые экспрессы Hakone и Sagami) |               | Матида        |
| Ноборито      |               | Express (急行)                                              |               | Син-Юригаока  |
| Ноборито      |               | Semi Express (準急)                                         |               | Икута         |
| Ноборито      |               | Section Semi Express (区間準急)                             |               | Икута         |
| Ноборито      |               | Local (各駅停車)                                            |               | Икута         |